# Łowiec
Łowiec (Machimus) – rodzaj owadów z rzędu muchówek. 
WystępowanieW Polsce występuje kilka trudnych do rozróżnienia gatunków. Występują na suchych i otwartych terenach oraz na skraju lasów. Są dość liczne. W zachodniej Europie występuje m.in. Machimus cowini, początkowo opisany jako Epitriptus cowini i przez jakiś czas uważany za endemiczny dla wyspy Man.
CharakterystykaŚredniej wielkości lub duże muchówki (16–25 mm) z odnóżami wyposażonymi w liczne ciernie. Mają smukły odwłok, u samic jest on wydłużony i zakończony zaostrzonym pokładełkiem. Są drapieżnikami. Dorosłe owady czyhają na owady w zasadzce. Polują na owady  mniejsze od siebie lub nawet dorównujące im wielkością. Atakują nawet osy i pszczoły.  Łapią przelatujące owady  wyposażonymi w ciernie odnóżami. Ze złapaną zdobyczą powracają do swojej czatowni, gdzie ją wysysają. Larwy łowców rozwijają się na ziemi, odżywiając się drobnymi bezkręgowcami.
Gatunki występujące w Polsce
- Machimus atricapillus – łowiec czarniawy (łowik czarniawy)
- Machimus annulipes
- Machimus chrysitis
- Machimus fimbriatus
- Machimus gonatistes
- Machimus setibarbis